# Leptanilla exigua
Leptanilla exigua är en myrart som beskrevs av Santschi 1908. Leptanilla exigua ingår i släktet Leptanilla och familjen myror. Inga underarter finns listade i Catalogue of Life.